# Koh Gabriel Kameda
Koh Gabriel Kameda (Japans: 亀 田光) (Freiburg im Breisgau, 14 januari 1975) is een Duits-Japans violist en vioolleraar.

## Vroege leven
Koh Gabriel Kameda werd geboren in Freiburg im Breisgau, Duitsland, in een artsenfamilie. Hij begon op 5-jarige leeftijd viool te spelen. Zijn eerste prijzen won hij op 8-jarige leeftijd. Kort daarna begon hij te studeren bij Josef Rissin in Karlsruhe.

## Carrière
Kameda was de eerste winnaar van de Henryk Szeryng International Violin Competition in 1997. Na het horen spelen van hem verklaarde Yehudi Menuhin enthousiast dat hij 'het meest onder de indruk' was van zijn prestaties en James Galway verkondigde dat hij 'een van de opvallendste spelers is van zijn generatie'.
In 1993 nodigde Pinchas Zukerman, violist en dirigent, Kameda uit om in New York met hem te werken aan de Manhattan School of Music.
Hij won vele (inter)nationale prijzen. Zo werd hij 2de op Eurovision Young Musicians namens West-Duitsland.

## Instrument
Kameda speelt op een viool van Antonio Stradivari gemaakt in 1727. Ook speelde hij op een viool van David Tecchler gemaakt in 1715.
- Gemeinsame Normdatei: 128690585
- International Standard Name Identifier: 0000 0000 3421 3216
- Library of Congress Control Number: n97023808
- MusicBrainz: 9a4a8b3a-25be-4e8b-85fe-6d47ad845126
- Virtual International Authority File: 67525259
- WorldCat: E39PBJwhyDHtVdKMvm4vVfX68C